# Anton Döller

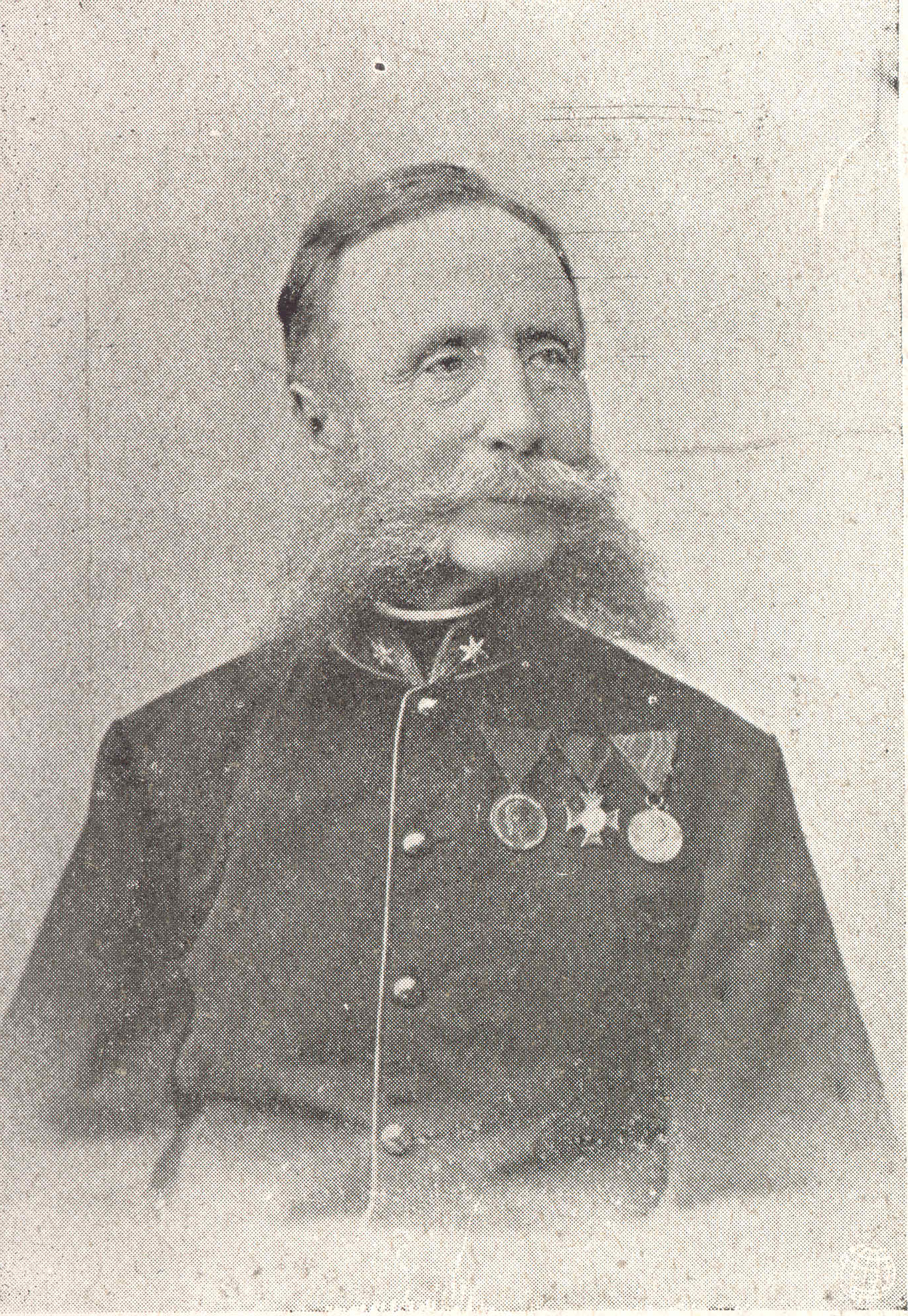
Anton Döller um 1880

Anton Döller (* 5. Januar 1831 in Wynnyky, Galizien; † 29. September 1912 in Kesmark, Österreich-Ungarn) war Berufsoffizier und Begründer des Karpathenvereins.

## Leben
Anton Döller entstammte einer galizischen Offiziersfamilie und deshalb war es naheliegend, dass auch er die Offizierslaufbahn anstrebte. Über seine Kindheit und Jugend ist nur wenig bekannt.
Die Geburtsstunde des Karpatenvereins ist jedoch mit dem Namen von Anton Döller eng verbunden. Er war Berufsoffizier in der k.k. Armee und beteiligte sich an den Feldzügen von 1848, 1859 und 1866. Döller ging im Jahre 1872 im Range eines Majors in den Ruhestand und ließ sich in Kesmark nieder.
Döller war dreimal verheiratet. Aus seiner ersten Ehe ging ein Sohn hervor. Seine zweite Ehe schloss er mit der angesehenen Kesmarker Bürgerstochter Gisela Demiany. Seine dritte Ehe ging er 1877 mit Marie von Kail ein, aus dieser Verbindung wurde eine Tochter und ein Sohn (Anton Döller d. J.) geboren. Döller unterhielt freundschaftliche Beziehungen zu Erzherzog Joseph Karl Ludwig von Österreich in dessen Regiment er (als Adjutant des Erzherzogs) gedient hatte und deshalb häufig dessen Gast auf dem Gut des Erzherzogs in Altschmecks gewesen ist. Dank dieser guten Beziehungen wurde sein Sohn auch zum Privatsekretär des Erzherzogs ernannt.
Döller war ein hervorragender, ideenreicher Förderer der Touristik und des Fremdenverkehrs, Mitbegründer des Karpathenvereins und geschäftsführender Vorsitzender dieses Vereins. Außerdem engagierte er sich für die wirtschaftliche Entwicklung der Region Zips und war auch karitativ tätig.
Im Mai 1873 gelang es Anton Döller ein Organisationskomitee zur Gründung eines Karpatenvereins ins Leben zu rufen. Schon nach relativ kurzer Vorbereitungszeit wurde am 10. August 1873 in Altschmecks der Ungarische Karpathen~Verein – UKV (ungarisch Magyarországi Kárpátegylet - MKE) in einer konstituierenden Generalversammlung gegründet. Die Gründung des Vereins löste in für die Berge interessierten Kreisen des Bürgertums der Zips aber auch anderswo in Altungarn, große Begeisterung aus. Bereits in der Gründungsphase traten dem Verein 250 Mitglieder bei. Als Mitbegründer des Karpatenvereins war er zwischen 1876 und 1883 geschäftsführender Vorsitzender des Vereins. 1891 gründete er wegen Zurücksetzung und Ignorierung seiner fortschrittlichen Ideen in Kesmark die Tatrasektion des sich vom Karpathenverein abspaltenden „Ungarischen Touristenvereins“ („Magyar Turista Egyesület“ MTE) und blieb bis 1902 ihr Vizepräses.
Als Bergsteiger beging Döller mit dem Bergführer Johann Still erstmals die „Felker Probe“ auf der Gerlsdorfer Spitze, dem höchsten Berg nicht nur der Hohen Tatra, sondern auch des gesamten damaligen Königreich Ungarns. Döller war Mitbegründer des Tatra Museums mit Bibliothek und war in der Pionierzeit beim Bau mehrerer Schutzhäuser in der Hohen Tatra beteiligt. Er war auch Autor, der seine vielen Artikel in verschiedenen Zeitschriften und in zahlreichen Periodika veröffentlichte.
Bereits zu Lebzeiten wurde er mit zahlreichen Auszeichnungen geehrt. Bereits 1879 wurde ein See in der Hochgebirgsregion der Hohen Tatra nach ihm "Döller See" benannt. Hinzu kam die benachbarte "Döller-Spitze" und der "Döller-See-Turm". Am 13. Juni 1887 wurde er wegen seiner Verdienste vom Kaiser Franz-Joseph mit dem Prädikat „poprádvölgyi“ (= vom Poppertal) geadelt.
Sein Eintreten für die Touristenförderung und das Bergsteigen wurde von vielen Institutionen des In- und Auslandes gewürdigt. Er wurde 1875 zum Ehrenmitglied des Galizischen Tatravereins und 1889 des Siebenbürgischen Karpatenvereins ernannt. Döller starb am 29. September 1912 in Kesmark und wurde im 'Alten Friedhof' in einem Ehrengrab der Stadt Kesmark beigesetzt.